# Douar Aït M'Hamed
Douar Aït M'Hamed är en ort i Marocko.   Den ligger i regionen Béni Mellal-Khénifra, 160 km söder om huvudstaden Rabat.